# Max Music
Max Music Ediciones Discográficas, S.A., plus connu sous Max Music, est un label discographique de musique électronique espagnol, actif entre 1984 et 1999, dont le siège se situait à Barcelone. En 1997, l'un de ses fondateurs, Ricardo Campoy, quitte Max Music et fonde un autre label appelé Vale Music. En 1999, après la fermeture du label à la suite de problèmes judiciaires, son deuxième fondateur, Miguel Degá, lance Tempo Music. 

## Histoire
Max Music est fondé en 1984 par Miguel Degá et Ricardo Campoy (dit Ricardo Gómez), et basé à Barcelone. Le label est largement connu en Espagne pour ses séries de compilation et megamixes tels que Lo + duro et Máquina Total.
En mars 1985, Max Music publie le premier megamix de l'histoire des mains de Mike Platinas, intitulé Max Mix, dont le succès est instantané.
En 1997, Ricardo Campoy quitte Max Music et fonde un autre label appelé Vale Music. En 1999, le label ferme à la suite de problèmes judiciaires. Par la suite, Miguel Degá lance le label Tempo Music.